# Brice Laccruche Alihanga
Brice Laccruche Alihanga (né le 1er juillet 1980) est un homme politique franco-gabonais. Autrefois très influent sur la scène politique gabonaise, il a occupé le poste de Directeur de cabinet du président Ali Bongo Ondimba durant deux années. Il fut également ministre et plusieurs fois directeur général de sociétés.

## Biographie

### Carrière professionnelle
Financier de formation, diplômé de l’INSG Libreville, Brice Laccruche Alihanga a construit une carrière riche et diversifiée. Il débute chez Fidexce avant de rejoindre Pizo Shell Gabon comme contrôleur de gestion, puis intègre Price Waterhouse Coopers, où il atteint le poste de Senior Manager en 2009.
Il poursuit son parcours dans le secteur bancaire, devenant Directeur central à la BGD, puis Directeur financier du groupe BGFIBank, cumulativement avec les fonctions de Secrétaire général du groupe et d’Administrateur Directeur Général de BGFIBank Gabon jusqu’en 2013.
En 2014, il devient conseiller du PDG de la Société Gabonaise de Sécurité (SGS), puis en 2015, conseiller financier du Ministre de la Défense nationale. Entre 2017 et 2019, il occupe les postes d’Administrateur Directeur Général de la CNNII et Directeur du Cabinet du Président de la République. France,,,

### Débuts professionnels
- Cabinet Fidexce : Il entame sa carrière dans le conseil financier.

- Pizo Shell Gabon : Il y occupe le poste de contrôleur de gestion, consolidant ainsi ses compétences en analyse financière.

- PricewaterhouseCoopers (PwC) : Il gravit les échelons jusqu’à devenir Senior Manager, un poste qu’il quitte en 2009 après plusieurs années d’excellence dans l’audit et le conseil.

### Ascension dans le secteur bancaire
- BGD : Directeur central à la Banque Gabonaise de Développement (BGD).

- BGFI : Il rejoint le groupe BGFI, où il occupe successivement les postes de Directeur Financier, Secrétaire Général du groupe et Administrateur Directeur Général (ADG) de BGFIBank Gabon, fonction qu’il cumule jusqu’en 2013.

### Conseils stratégiques et responsabilités publiques
- SGS : En 2014, il devient Conseiller du Président-Directeur Général de la Société Générale de Surveillance (SGS).

- Ministère de la Défense Nationale : En 2015, il est nommé Conseiller Financier du Ministre de la Défense Nationale au Gabon.

- CNIII : Administrateur Directeur Général de la Caisse Nationale de la Sécurité Sociale (CNIII) de 2015 à 2017.

- DCPR : Directeur du Cabinet Présidentiel de la République Gabonaise jusqu’en 2019, une position stratégique où il joue un rôle clé dans la gestion des dossiers présidentiels.

### Un leadership reconnu
Brice Laccruche Alihanga incarne une vision moderne et rigoureuse de la gestion financière et de la gouvernance. Son parcours illustre un engagement sans faille au service de la performance et du développement institutionnel au Gabon.

### Arrestation et accusation
En novembre 2019, Brice Laccruche Alihanga a été arrêté dans le cadre de l’opération “Scorpion”, officiellement destinée à lutter contre la corruption. 

### Détention et conditions carcérales
Durant ses quatre années de détention à la prison centrale de Libreville, Brice Laccruche Alihanga a vécu des conditions particulièrement difficiles. Un rapport de l’Organisation des Nations Unies publié à l’époque a dénoncé la nature arbitraire et inhumaine de sa détention, soulignant de graves violations des droits de l’homme.
C’est au cours de cette période qu’il a contracté un cancer du côlon, une pathologie qui, selon ses proches, n’a pas été correctement prise en charge par l’ancien régime.

### Libération après le coup d’État de 2023
Le 30 août 2023, le président Ali Bongo Ondimba a été destitué à la suite d’un coup d’État militaire dirigé par le général de brigade Brice Clotaire Oligui Nguema. Dans les jours qui ont suivi, ce dernier a ordonné la libération immédiate de Brice Laccruche Alihanga et d’autres détenus de l’opération “Scorpion”, déclarant que ces arrestations relevaient d’une “chasse aux sorcières” et que les dossiers manquaient de fondement juridique.

### Retour à la vie civile et santé
| Vidéo externe |                                                  |
|               | Gabon : retour à la politique de Brice Laccruche |

Libéré, Brice Laccruche Alihanga s’est immédiatement rendu en France pour recevoir des soins urgents pour son cancer du côlon. Depuis, il suit un traitement médical et serait en voie de guérison.

### Spiritualité
Pendant son incarcération, Brice Laccruche Alihanga s’est tourné vers la foi chrétienne, développant une relation spirituelle profonde. Ce rapprochement avec Dieu a profondément marqué sa vision de la vie et continue de guider ses choix.

### Affaires
Les autorités mauriciennes procèdent à des investigations sur des comptes de personnes supposées proches de lui,. Il est détenu dès décembre 2019 pour des soupçons de détournements de fonds et de blanchiment d'argent,. Mis à l'isolement, il est condamné le 29 octobre à 5 ans de prison,,. Il tente alors de mettre fin à ses jours. Son aide de camp avoue un vaste système clientéliste bâti autour de lui,. Son frère Grégory est aussi concerné par des accusations similaires,,,. Les deux hommes sont mis en détention dans le cadre de l'opération anticorruption « Scorpion »,.
Dans leur défense, ils mettent en cause les responsables du Budget et du Trésor. Son avocat, Anges Kevin Nzigou, le défend depuis 2013 dans le cadre de l'affaire des détournements de fonds à la banque BGFIBank. Dans le cadre du dossier des affaires immobilières du dossier BLA, il est accusé de détournement de centaines de milliards de francs CFA,. Le 21 janvier, ils déposent une plainte en France pour menaces de mort,.
Il est libéré en septembre 2023 par la junte issue du coup d'État de 2023.
Le 24 mai 2024, il comparait devant la Cour criminelle spécialisée dans les accusations de détournement de fonds publics, complicité de détournement de fonds publics, concussion, blanchiment de capitaux et association de malfaiteurs. Il ne va pas en prison, car ayant déjà purgé la totalité de sa peine, mais il est finalement condamné à payer 5 milliards de francs CFA de dommages et intérêts et 100 millions d’amende.
En juin 2024, Brice Laccruche Alihanga souffre d’un cancer du côlon. Il est hospitalisé dans un état critique au CHU d’Angondjé et ne comparait pas à son procès.